# Вовк Микола Андрійович
Микола Андрійович Вовк (псевдо: «Андрій») (13 грудня 1911, с. Прибілля, Жидачівський район, Львівська область — 14 квітня 1941, м. Львів) — референт пропаганди Крайової Екзекутиви ОУН ЗУЗ.

## Життєпис
Народився 13 грудня 1911 року в селі Прибілля (тепер Жидачівського району Львівської області).
У 1932 році закінчив навчання у Академічній гімназії у Львові. Згодом навчався на німецькій філології Львівського університету, який закінчив у червні 1940 року.
Член ОУН з початку 1930-х років. Протягом червня — вересня 1940 року провідник ОУН Львівської округи. З 1 вересня 1940 референт пропаганди КЕ ОУН ЗУЗ.
Заарештований НКВС 10 вересня 1940 року, засуджений на «Процесі 59-ох» до смертної кари. Микола Вовк мужньо поводився і так сказав у останньому слові: 
| Ніякі переконання мене не переконають. Я готовий зараз брати зброю та стріляти в представників влади й, зокрема, в суд, який мене судить, бо я керівник ОУН і повинен виконувати волю ОУН.[1] |
Розстріляний 14 квітня 1941 року.